# Red Band
 (juin 2021).
Pour les articles homonymes, voir Band.

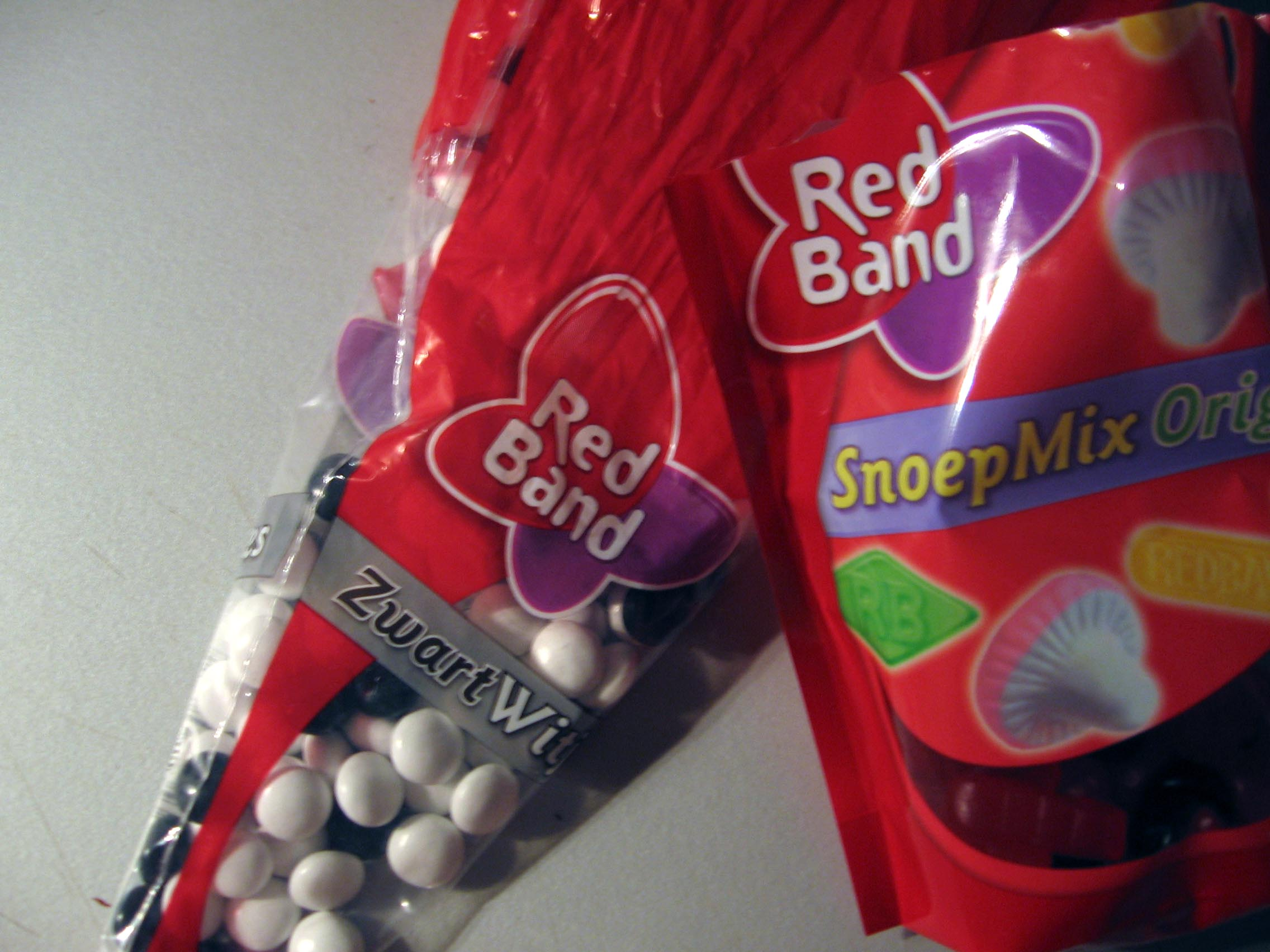
Deux sachets de bonbons Red Band.

Red Band est une entreprise de confiserie néerlandaise, établie à Rosendael et filiale de la multinationale suédoise Cloetta.

## Histoire
Fondée en 1928 par T.J. Overwater en tant qu'usine de réglisse et de confiserie, l'entreprise s'établit dans un premier temps dans une usine désaffectée située sur la Spoorstraat de Rosendael. Comptant 25 employés dès la fin de l'année, l'entreprise se veut localement ancrée, utilisant des machines fabriquées au sein de l'usine De Vuurslag dans la même commune.Elle tire son nom de son logo originel, une bande rouge avec un arc.
En 1938, Red Band ouvre une usine à Turnhout, avant de reprendre en 1965 l'entreprise Venco établie à Naarden. En 1977, Red Band et Venco fusionnent en une holding, la VDF, qui sera reprise onze ans plus tard par la Central Suiker Maatschappij (CSM). La VDF devient Red Band Venco (RBV) en 1989, tandis que l'entreprise acquiert la VTS Suikerwerken de Bladel puis, en 1990, le fabricant de bonbons mentholés Tonnema. En 1992, la RVB fait l'acquisition de Droste. L'usine Venco de Naarden ferme alors trois années plus tard, en 1995, et ses activités sont rapatriés vers Rosendael.

### Source de traduction
- (nl) Cet article est partiellement ou en totalité issu de l’article de Wikipédia en néerlandais intitulé « Red Band » (voir la liste des auteurs).